# Niedernsill
Niedernsill est une commune autrichienne du district de Zell am See dans l'État de Salzbourg.

## Personnalités liées à la ville
- Julia Buchner (1992-), chanteuse